# Siergiej Sokołow
Siergiej Leonidowicz Sokołow, ros. Сергей Леонидович Соколов (ur. 18 czerwca?/1 lipca 1911 w Eupatorii, zm. 31 sierpnia 2012 w Moskwie) – radziecki dowódca wojskowy, marszałek Związku Radzieckiego (1978), Bohater Związku Radzieckiego (1980), minister obrony ZSRR (1984–1987), deputowany do Rady Najwyższej ZSRR 7., 8., 9., 10. i 11. kadencji.

## Życiorys
Urodził się we Eupatorii na Krymie. Od 1927 pracował jako robotnik. W 1930 został wybrany sekretarzem organizacji komsomolskiej w kombinacie przemysłowym w obwodzie kirowskim.
W 1932 powołany do Armii Czerwonej i skierowany do Gorkowskiej Szkoły Pancernej, którą ukończył w 1934. Następnie dowódca plutonu, kompanii i batalionu czołgów na Dalekim Wschodzie. W 1938 uczestniczył w walkach z Japończykami nad jeziorem Chasan. Uczestniczył w walkach przeciw Finlandii, prowadzonych celem utrzymania i powiększenia zdobyczy terytorialnych ZSRR z okresu wojny zimowej, agresji na Finlandię z lat 1939-40.
Po ataku Niemców na Związek Radziecki pełnił funkcję szefa sztabu pułku czołgów, szefa oddziału a następnie zarządu samochodowo-pancernego armii. W styczniu 1943 został szefem sztabu Zarządu Wojsk Pancernych i Zmechanizowanych Frontu Karelskiego, a w marcu 1944 dowódcą wojsk pancernych i zmechanizowanych 32 Armii, wchodzącej w skład Frontu Karelskiego.
W 1945 będąc pułkownikiem został skierowany do Akademii Wojsk Pancernych i Zmechanizowanych, którą ukończył w 1947. Został mianowany dowódcą pułku czołgów, a następnie kolejno pełnił funkcje: szefa sztabu dywizji pancernej, dowódcy dywizji zmechanizowanej. W tym czasie ukończył w 1951 Wojskową Akademię Sztabu Generalnego. Od 1960 I zastępca dowódcy Moskiewskiego Okręgu Wojskowego. W 1964 mianowany I zastępcą dowódcy Leningradzkiego Okręgu Wojskowego, a w 1965 został dowódcą Leningradzkiego Okręgu Wojskowego.
W 1967 mianowany I zastępcą ministra obrony ZSRR. W 1978 mianowany Marszałkiem Związku Radzieckiego. W dniu 28 kwietnia 1980 wyróżniony tytułem Bohatera Związku Radzieckiego za osobiste męstwo i umiejętne dowodzenie wojskami podczas interwencji wojsk radzieckich w Afganistanie. W dniu 22 grudnia 1984 mianowany ministrem obrony ZSRR, funkcję pełnił do 30 maja 1987, kiedy to został zdymisjonowany przez Michaiła Gorbaczowa pod pretekstem dopuszczenia do wdarcia się przez niemieckiego pilota-amatora Mathiasa Rusta w przestrzeń powietrzną ZSRR i wylądowania na Placu Czerwonym. Dymisja dała początek usuwaniu ze stanowisk w armii przeciwników pieriestrojki. Następnie S. Sokołow znalazł się w grupie generalnych inspektorów ministerstwa obrony ZSRR, a od 1992 był doradcą ministra obrony Federacji Rosyjskiej.

## Odznaczenia
- Medal „Złota Gwiazda” Bohatera Związku Radzieckiego (1980)
- Order „Za zasługi dla Ojczyzny” II klasy (2001, Federacja Rosyjska)
- Order „Za zasługi dla Ojczyzny” III klasy (1996, Rosja)
- Order Żukowa (1995, Rosja)
- Order Honoru (2006, Rosja)
- Order Lenina – trzykrotnie (1971, 1980, 1986)
- Order Czerwonego Sztandaru – dwukrotnie (1953, 1968)
- Order Suworowa I klasy (1982)
- Order Wojny Ojczyźnianej I klasy (1985,)
- Order Czerwonej Gwiazdy – dwukrotnie (1943, 1947)
- Order „Za służbę Ojczyźnie w Siłach Zbrojnych ZSRR” III stopnia
- Medal „Za Odwagę”
- Medal „Za zasługi bojowe”
- Medal „Za wyróżnienie w ochronie granic państwowych ZSRR”
- Medal „Za obronę Radzieckiego Obszaru Podbiegunowego”
- Medal „100-lecia urodzin Lenina”
- Medal „Za zwycięstwo nad Niemcami w Wielkiej Wojnie Ojczyźnianej 1941–1945” (ZSRR)
- Medal jubileuszowy „Dwudziestolecia zwycięstwa w Wielkiej Wojnie Ojczyźnianej 1941–1945”
- Medal jubileuszowy „Trzydziestolecia zwycięstwa w Wielkiej Wojnie Ojczyźnianej 1941–1945”
- Medal jubileuszowy „Czterdziestolecia zwycięstwa w Wielkiej Wojnie Ojczyźnianej 1941–1945”
- Medal jubileuszowy „50-lecia zwycięstwa w Wielkiej Wojnie Ojczyźnianej 1941–1945” (Rosja)
- Medal jubileuszowy „60-lecia zwycięstwa w Wielkiej Wojnie Ojczyźnianej 1941–1945” (Rosja)
- Medal jubileuszowy „30 lat Armii Radzieckiej i Floty”
- Medal jubileuszowy „40 lat Sił Zbrojnych ZSRR”)
- Medal jubileuszowy „50 lat Sił Zbrojnych ZSRR”
- Medal jubileuszowy „60 lat Sił Zbrojnych ZSRR”
- Medal jubileuszowy „70 lat Sił Zbrojnych ZSRR”
- Medal „Za nienaganną służbę” I stopnia (ZSRR)
- Order Czerwonego Sztandaru (1982, Afganistan)
- Order Georgi Dimitrowa – dwukrotnie (1985, 1986, Bułgaria)
- Order Bułgarskiej Republiki Ludowej I klasy (1974, Bułgaria)
- Order Klementa Gottwalda (1985, CSSR)
- Medal „Za umacnianie Przyjaźni Sił Zbrojnych” I stopnia (1972, CSSR)
- Order Suche Batora – dwukrotnie (1971, 1986, Mongolia)
- Order Czerwonego Sztandaru (1982, Mongolia)
- Order Karla Marksa (1986, NRD)
- Medal Braterstwa Broni (1980, NRD)
- Medal „30 lat Narodowej Armii Ludowej” (1986, NRD)
- Krzyż Komandorski z Gwiazdą Orderu Odrodzenia Polski (1971)
- Krzyż Komandorski Orderu Odrodzenia Polski (1968)
- Komandoria z Gwiazdą Orderu Zasługi PRL (1985)
- Order „23 sierpnia” I klasy (1974, Rumunia)
- Order Flagi Węgierskiej Republiki Ludowej z rubinami II klasy (1986, Węgry)
- Order Hồ Chí Minha (1985, Wietnam)
- Order Wojskowy „Za Waleczność” I klasy (1983, Wietnam)
- Krzyż Wielki Orderu Białej Róży (Finlandia)